# Jean-Adolphe II de Saxe-Weissenfels
Jean-Adolphe II, né le 4 septembre 1685 à Weißenfels et mort le 16 mai 1746 à Leipzig, est duc de Saxe-Weissenfels de 1736 à sa mort.

## Famille
Fils benjamin du duc Jean-Adolphe Ier et de Jeanne-Madeleine de Saxe-Altenbourg, il succède à son frère Christian, qui n'a pas laissé de fils. Le 9 mai 1721 à Eisenach, Jean-Adolphe II épouse Jeanne-Antoinette de Saxe-Eisenach, fille du duc Jean-Guillaume de Saxe-Eisenach. Ils ont un enfant :
- Frédéric-Jean-Adolphe (1722-1724).

Veuf en 1726, Jean-Adolphe II se remarie le 27 novembre 1734 à Altenbourg avec Frédérique de Saxe-Gotha-Altenbourg, fille du duc Frédéric II de Saxe-Gotha-Altenbourg. Ils ont cinq enfants :
- Charles-Frédéric-Adolphe (1736-1737) ;
- Jean-Adolphe (1738-1738) ;
- Auguste-Adolphe (1739-1740) ;
- Jean-Georges-Adolphe (1740-1740) ;
- Frédérique-Adolphine (1741-1751).

La lignée de Saxe-Weissenfels s'éteint avec Jean-Adolphe II. À sa mort, le duché est réintégré à la Saxe électorale.